# Sedna

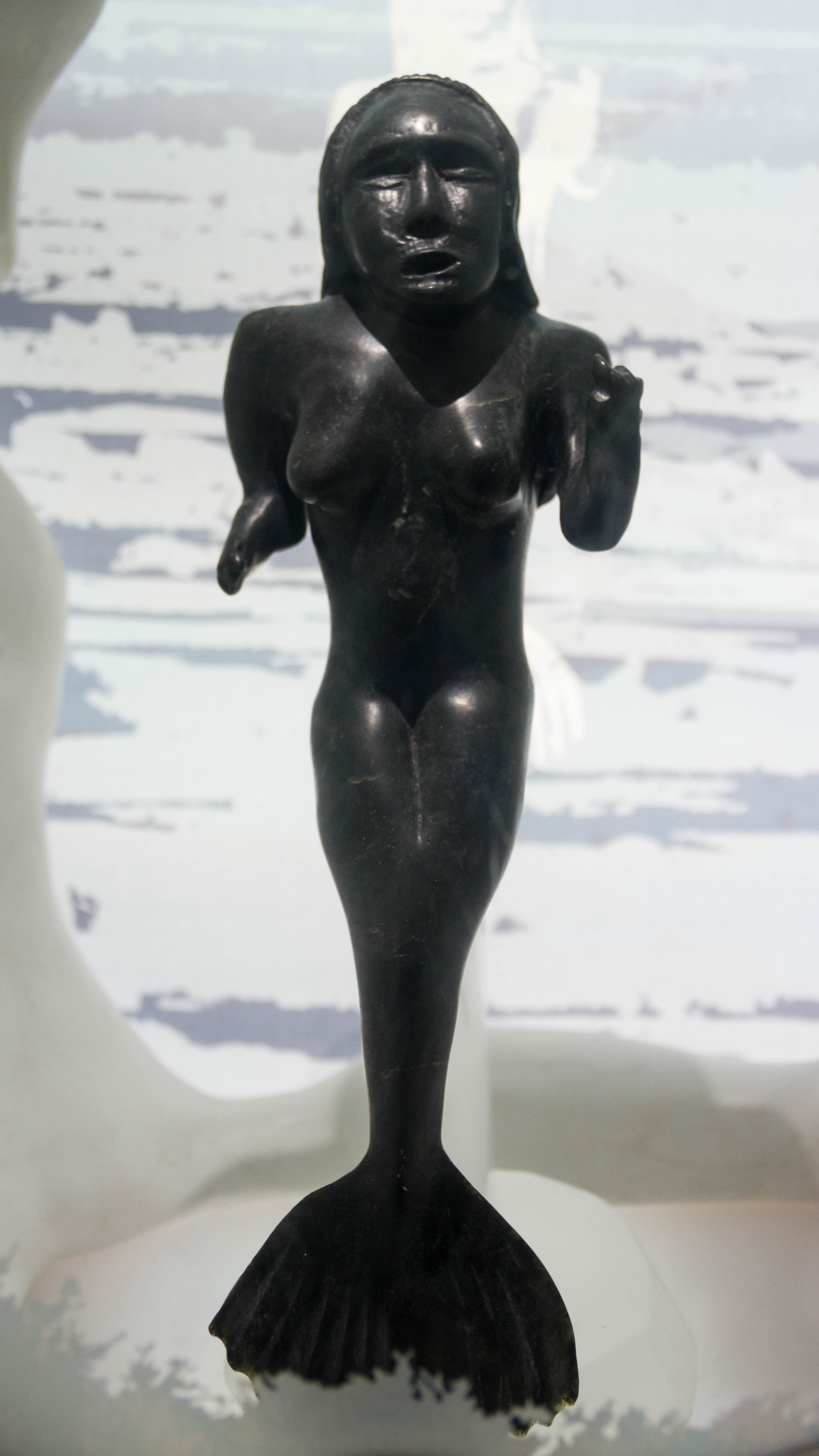

Sedna je inuitská bohyně moře a matka všech živých tvorů. Podle legendy má ruce s osekanými prsty připomínající tulení ploutve. S tuleni prý také žije v hlubinách. Uctívána je především rybáři.